# Sfero di Boristene
Sfero di Boristene (in greco antico: Σφαῖρος?, Sphâiros; 285 a.C. circa) è stato un filosofo stoico greco antico.

## Biografia
Allievo prima di Zenone e poi di Cleante, il più noto episodio della sua vita si riscontra nella sua permanenza a Sparta (dove giunse, pare, nel 238/237 a.C.), allora retta da Cleomene III. Lì egli ispirò Cleomene ad attuare riforme politiche atte a ripristinare il modello sociale che si attribuiva a Licurgo. Inoltre, operò al fine di strutturare il potere monarchico secondo il modello ellenistico.
Sfero rimase presso re Cleomene fino alla battaglia di Sellasia (222 a.C.), che segnò la fine del potere del sovrano.

## Opere
Diogene Laerzio gli attribuisce i seguenti libri:
- Dell'universo
- Degli elementi
- Del seme
- Della sorte
- Dei minimi
- Contro la teoria degli atomi e dei simulacri
- Sugli organi sensori
- Su Eraclito
- Diatribe
- Della disposizione etica
- Del dovere
- Dell'impulso
- Delle passioni
- Del regno
- Sulla costituzione di Sparta
- Di Licurgo e Socrate
- Della legge
- Della mantica
- Dialoghi erotici
- Sui filosofi di Eretria
- Sui simili
- Sulle definizioni
- Sull'abito
- Delle contraddizioni
- Del discorso
- Della ricchezza
- Della opinione
- Della morte
- Dell'arte dialettica
- Dei predicati
- Delle amfibolie
- Epistole